# Raphael Veiga
Raphael Cavalcante Veiga dit Raphael Veiga, né le 19 juin 1995 à São Paulo au Brésil, est un footballeur international brésilien qui évolue au poste de milieu offensif à SE Palmeiras.

## Biographie

### Coritiba FC
Né à São Paulo au Brésil, Raphael Veiga est formé par le Coritiba FC après être passé par le Pão de Açúcar. Il fait ses débuts en professionnel avec le Coritiba FC, jouant son premier match le 23 juillet 2016 lors d'une rencontre de Brasileirão (Serie A) face au Santa Cruz FC. Il entre en jeu et son équipe s'impose par un but à zéro.

### Palmeiras
Le 19 décembre 2016, le SE Palmeiras annonce le transfert de Raphael Veiga pour un contrat de cinq ans. Il joue son premier match sous ses nouvelles couleurs lors d'un match de Copa Libertadores, contre le Club Deportivo Jorge Wilstermann le 4 mai 2017. Il entre en jeu à la place de Dudu et son équipe s'incline sur le score de trois buts à deux.
Le 2 janvier 2018, il est prêté pour une saison à l'Atlético Paranaense.
Raphael Veiga fait ensuite son retour à Palmeiras en 2019. Le 27 novembre 2021, il se montre décisif lors de la finale de la Copa Libertadores 2021 en ouvrant le score contre Flamengo. Son équipe s'impose ce jour-là par deux buts à un et remporte sa deuxième Copa Libertadores d'affilée.

### En sélection
En mars 2023, Raphael Veiga est convoqué pour la première fois avec l'équipe nationale du Brésil par le sélectionneur Ramon Menezes. Il honore sa première sélection le 25 mars 2023, lors d'un match amical contre le Maroc. Il entre en jeu à la place d'Andrey Santos et son équipe s'incline par deux buts à un,.

## Palmarès
| Palmeiras \| - Championnat du Brésil : - Vice-champion : 2017. - Coupe du Brésil (1) : - Vainqueur : 2020. - Supercoupe du Brésil : - Finaliste : 2021. \| \| - Copa Libertadores (2) : - Vainqueur : 2020 et 2021. - Recopa Sudamericana : - Finaliste : 2021. - Championnat de São Paulo (1) : - Vainqueur : 2020. \| |  | Atlético Paranaense - Copa Sudamericana (1) : - Vainqueur : 2018.                                                                                      |
| - Championnat du Brésil : - Vice-champion : 2017. - Coupe du Brésil (1) : - Vainqueur : 2020. - Supercoupe du Brésil : - Finaliste : 2021. |  | - Copa Libertadores (2) : - Vainqueur : 2020 et 2021. - Recopa Sudamericana : - Finaliste : 2021. - Championnat de São Paulo (1) : - Vainqueur : 2020. |